# 468
Cette page concerne l'année 468  du calendrier julien. Pour l'année 468 av. J.-C., voir 468 av. J.-C. Pour le nombre 468, voir 468 (nombre).
L'année 468 est une année bissextile qui commence un lundi.

## Événements
- 1er janvier : Sidoine Apollinaire prononce le panégyrique d’Anthémius, ce qui lui vaut d'être nommé préfet de Rome quelque temps après[1].
- 3 mars : début du pontificat de Simplice (fin en 483)[2].
- 31 juillet : édit de l'empereur d'Orient Léon Ier qui exclut les non-chrétiens des professions judiciaires[3].
- Été : campagne d’Anthémius et de Léon Ier contre les Vandales en Afrique, menée par Basiliscus. Léon aurait dépensé 9 millions de solidi et équipé 1113 vaisseaux montés par 100 000 soldats pour son expédition en Afrique. Marcellinus parvient à reprendre la Sardaigne. Tripoli est reconquise par Héraclius d’Édesse et la flotte au complet paraît devant Carthage. Mais l’affaire mal menée aboutit à un véritable désastre. Entassée près du promontoire de Mercure (aujourd'hui Cap Bon), la flotte, incendiée par les Vandales, se retire[3].
- Août : Marcellinus est assassiné en Sicile, sans doute à l'instigation de Ricimer. Sa mort laisse le champ libre aux Vandales, qui s’emparent de l'île (fin en 491)[4].
- En Perse, les Juifs d’Ispahan, accusés d’avoir tué deux mages, sont massacrés. Le représentant des exilés Juifs de Babylonie est assassiné sur ordre du roi sassanide. De nombreuses synagogues sont détruites, des enfants juifs sont enlevés pour devenir des prêtres de Ahura Mazda, l’étude de la Torah est interdite. Les persécutions se poursuivent jusqu’au règne de Khosro Ier (531)[5].
- Guerre des Perses contre les Lazes[3].
- En Gaule, Anthémius s'entend avec les forces romaines du comte Paul et les Bretons de Riothamus contre les Wisigoths, mais est trahi par le préfet des Gaules Arvandus. Ce dernier écrit à Euric pour lui conseiller de ne pas traiter avec les Romains et de partager la Gaule avec les Burgondes. La lettre est interceptée et Arvandus est jugé à Rome, condamné à mort puis gracié et envoyé en exil[6].
- Le futur empereur Zénon épouse Ariadne, fille de l’empereur Léon Ier et de Vérine[3].

## Décès en 468
- 29 février : Hilaire (pape).
- Août : Marcellinus[3].